# سعيد بلقالم
سعيد بلقالم هو لاعب جزائري من مواليد 1 جانفي 1989 بمقلع بالجزائر، لعب في نوادي شبيبة القبائل، واتفورد، طرابزون سبور، أورليون، ومنتخب الجزائر.

## مسيرته الكروية
لعب سعيد بلقالم خلال مسيرته الاحترافية مع 4 أندية في عشرة مواسم وسجل خلالها 8 أهداف ضمن 143 مباراة. حيث فاز في موسم واحد بالكأس ولم يفز بأي دوري.
خاض سعيد بلقالم مسيرته مع نادي شبيبة القبائل في موسم 2008–09 في المرة الأولى ليلعب معه خمسة مواسم ثم في موسم 2017–18 لمدة موسم واحد، مشاركًا طوالها في 92 مباراة سجل خلالها 5 أهداف. ثم انتقل إلى نادي واتفورد في موسم 2013–14 في المرة الأولى لمدة موسم واحد ثم في موسم 2015–16 لمدة موسم واحد، حيث شارك طوالها في 8 مباريات ولم يسجل أي هدف. لينتقل بعدها إلى نادي طرابزون سبور في موسم 2014–15 لمدة موسم واحد، مشاركًا في 16 مباراة سجل خلالها هدفين. ثم انتقل إلى نادي أورليانز في موسم 2016–17 لمدة موسم واحد، مشاركًا في 27 مباراة سجل خلالها هدفًا واحدًا.

## مميزات اللاعب
- يمتاز سعيد بلقالم بطول القامة التي تساعده في الدفاع وفي الإرتقاء بحيث أنه استطاع تسجيل العديد من الأهداف بالرأس أشهرها هدفه ضد النادي الإسماعيلي المصري وكان قائد فوق الميدان بالرغم من صغر سنه.

## السيرة الذاتية

### شبيبة القبائل
لعب سعيد بلقالم لكافة الفئات السنية لفريق الشبيبة حيث انضم لمدرسة الجياسكا سنة 2002 حين كان عمره 13 سنة آنذاك وساعدته رزانته وانضباطه وبنيته المورفولوجية الهائلة في الانتقال من فئة شبانية لأخرى دون مشاكل حتى موسم 2007/2008 وهو الموسم الذي تم فيه ترقية المدافع الشاب للفريق الأول ولم بلعب كثيرا في هذا الموسم الذي توجت فيه الشبيبة باللقب وبدأ بالمشاركة في موسم 2008/2009 بعد رحيل المدافع باري ديمبا ما ساعد للاعب على خوض عدد كبير من المباريات قبل موسم 2009/2010 والذي أصبح فيه هذا المدافع قطعة أساسية لدفاع الشبيبة وأصبح هذا الموسم القائد الثاني للشبيبة بعد دويشر لعمارة.

### أودينيزي
في يونيو 2013، بعد انتهاء عقده مع شبيبة القبائل، أمضى بلقالم عقدا احترافيا لمدة خمس سنوات مع أودينيزي الإيطالي في انتقال حر.

### واتفورد
في أغسطس 2013، تم تحويله مباشرةً إلى واتفورد بعدما إرتبط إسمه بـ غرناطة أيضاً، بحكم أن أودينيزي، واتفورد وغرناطة كلهم ملك لعائلة بوتزو الإيطالية.

## الإنجازات
مع الأندية
- - شبيبة القبائل:
    - بطولة الجزائر (1): 2008.

مع المنتخب
- - منتخب الجزائر الأولمبي:
    - بطولة أمم شمال أفريقيا تحت 23 سنة (1):2010.